# Provincia de Liaobei
Liaobei o Liaopeh fue una provincia del noreste de China establecida en 1945, correspondiendo a una parte de la actual Mongolia Interior.

## Historia
La provincia se estableció después de la liquidación del estado títere de Manchukuo en 1945. Su capital era la ciudad de Liaoyuan. El área de la provincia ascendía alrededor de 120 mil km², y la población de más de 4,6 millones de habitantes.
En 1949, la provincia fue abolida y su territorio fue repartido entre las provincias Liaoxi, Jilin y la región autónoma de la Mongolia Interior.